# О'Гіґґінс (комуна)
О'Гіґґінс (ісп. O'Higgins) — комуна в Чилі. Адміністративний центр комуни — селище Вілья-О'Гіґґінс. Населення — 314 осіб (2002). Селище і комуна входять до складу провінції Капітан-Прат та регіону Айсен.
Територія комуни — 8182,5 км². Чисельність населення — 571 мешканець (2007). Щільність населення — 0,057 чол./км².

## Розташування
Селище Вілья-О'Гіґґінс розташоване за 326 км на південь від адміністративного центру регіону міста Кояїке та за 134 км на північний захід від адміністративного центру провінції міста Кочране.
Комуна межує:
- на півночі — з комуною Кочране
- на сході — з провінцією Санта-Крус (Аргентина)
- на півдні — з комуною Наталес
- на заході — з комуною Тортель

## Демографія
Згідно з даними, зібраними в ході перепису Національним інститутом статистики, населення комуни становить 571 особу, з яких 326 чоловіків та 245 жінок.
Населення комуни становить 0,57% від загальної чисельності населення регіону Айсен, при цьому 100% відноситься до сільського населення і 0% - міське населення.